# Panowice (przystanek kolejowy)
Panowice – przystanek kolejowy a dawniej stacja w Panowicach na linii kolejowej nr 367 Zbąszynek – Gorzów Wielkopolski, w województwie lubuskim.

## Wymiana pasażerska
| Rok  | Wymiana pasażerska na dobę |
| ---- | -------------------------- |
| 2017 | 10-19                      |
| 2022 | 10-19                      |